# Gyronactis
Gyronactis is een geslacht van schimmels in de familie Roccellaceae. De typesoort is Gyronactis asiatica.

## Soorten
Volgens Index Fungorum bevat het geslacht twee soorten (peildatum maart 2022):
| Soortnaam             | Auteur(s)            | Publicatiejaar |
| --------------------- | -------------------- | -------------- |
| Gyronactis asiatica   | Ertz & Tehler        | 2014           |
| Gyronactis elaeocarpa | (Nyl.) Ertz & Tehler | 2014           |